# Trhisong Detsen

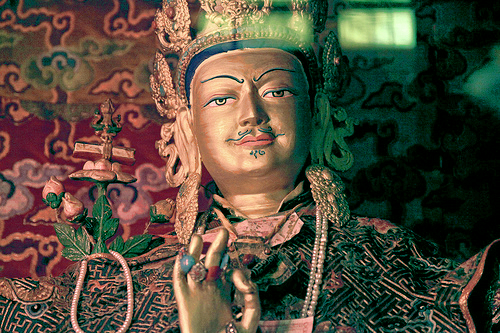
Trhisong Detsen, foto di Erik Törner da Flickr

Trhisong Detsen (Khri-srong lDe-btsan, cinese: 赤松德贊; 742 – 798) è stato il XXXVIII sovrano del Tibet, regnante dal 755, e uno dei 25 lobma (discepoli) di Padmasambhava.

## Biografia
Al tempo della sua ascesa al trono la situazione dell'impero di Songtsen Gampo (Sron-btsan sGam-po) (617 - 649) si era deteriorata con la perdita, nel 694, dei territori dell'attuale Xinjiang, nel 703 con la perdita del Nepal e con l'aumento della pressione araba nel Kashmir Occidentale.
Trhisong Detsen favorì l'introduzione e la diffusione in Tibet del Buddismo Vajrayāna così come era allora diffuso in India dichiarando nel 779 il Buddismo religione di Stato. Se infatti l'arrivo del Buddismo risale al sovrano Songten Gampo tuttavia questo si era diffuso solo in ambienti di corte.
A seguito delle difficoltà incontrate da Shantaraksita (750 - 802) nella diffusione del buddismo, Trhisong Detsen nel 786 invitò in Tibet Padmasambhava, cui diede in moglie la sua stessa moglie Yeshe Tsogyal (Ye-shes 'tsho-rgyal).
Padmasambhava rese possibile, con pratiche magiche attuate sul colle di Hepo Ri, la costruzione del primo monastero buddhista in Tibet, a Samye nel 787. Da questo momento fu possibile iniziare alla vita monastica dei tibetani e provvedere a un grande progetto di traduzione del corpus letterario buddista dal Sanscrito al tibetano.
Fu proprio presso il monastero di Samye che, dal 792 al 794, avvenne il celebre dibattito tra i monaci cinesi, sostenitori del buddismo chan, e Kamalashila, allievo di Shantaraksita, sostenitore del buddismo di derivazione indiana. I primi teorizzarono la possibilità di una illuminazione immediata, i secondi sottolinearono l'importanza della via del Bodhisattva e la guida di un maestro (sanscrito: guru, tibetano: lama) per interpretare i testi indiani. Alla fine la vittoria indiana non fu disgiunta da motivazioni geopolitiche.
Infatti già nel 763 un esercito tibetano di 200.000 uomini era penetrato nella Cina della Dinastia Tang, sfruttando l'indebolimento causato dalla ribellione di An Lushan, ed era riuscito a conquistare la capitale Chang'an mettendola a ferro e fuoco.
Nel 778 la guerra si internazionalizzò ulteriormente con l'alleanza del sovrano Imobsun del Siam con Trhisong Detsen e l'attacco congiunto al Sichuan.
Solo nel 783 si arrivò a un trattato di pace che stabilisse i confini tra Cina e Tibet. Non troppo curiosamente la traduzione tibetana suona come un accordo tra pari, mentre il testo cinese fa chiaramente capire la posizione subordinata e tributaria del Tibet.
Nell'ultimo decennio di governo Trhisong Detsen si concentrò, invano, nel tentativo di strappare la regione del fiume Oxus, attuali Turkmenistan e Uzbekistan, dal controllo del califfato abbaside di Hārūn al-Rashīd (786 - 809).
Trhisong Detsen fu ucciso con una freccia nel 798 da un attentatore legato a circoli della nobiltà contrari al buddismo e oppositori della politica del sovrano.